# Antipszichotikum
Az antipszichotikumok (vagyis pszichózis-ellenszerek vagy elmebaj elleni gyógyszerek) vagy neuroleptikumok a pszichotikus kórképek (például a szkizofrénia) kezelésére szolgáló gyógyszerek gyűjtőneve, melyet felfedezésének korai szakaszában hívtak kémiai lobotómiának is.
A pszichotikus zavarok kezelésén kívül, használják még a bipoláris zavar, a demencia, a terápiarezisztens depresszió, ritkábban az obszesszív-kompulzív zavar, a poszttraumás stressz zavar, bizonyos személyiségzavarok, a Tourette-szindróma valamint az autizmus kezelése esetén is.
E gyógyszerek, (alkalmazásuk időtartama alatt) a pszichotikus kórképek esetében többé-kevésbé hatékonyan képesek csökkenteni vagy megszüntetni elsősorban a hallucinációkat, téveszméket, és vagy a bizarr viselkedést és gondolkodást. E gyógyszerek bizonyos csoportja képes időnként javítani, időnként előidézni, vagy súlyosbítani az olyan ún. negatív tüneteket mint például a depresszió, az érzelmek és a kommunikációs képességek elszegényedése.

## Fajtái
Megkülönböztetünk típusos és atípusos neuroleptikumokat, ezek a mellékhatás-hatásprofiljuk, illetőleg a pozitív és negatív tünetekre való hatékonyságukban különböznek egymástól.

### Típusos v. első generációs antipszichotikumok

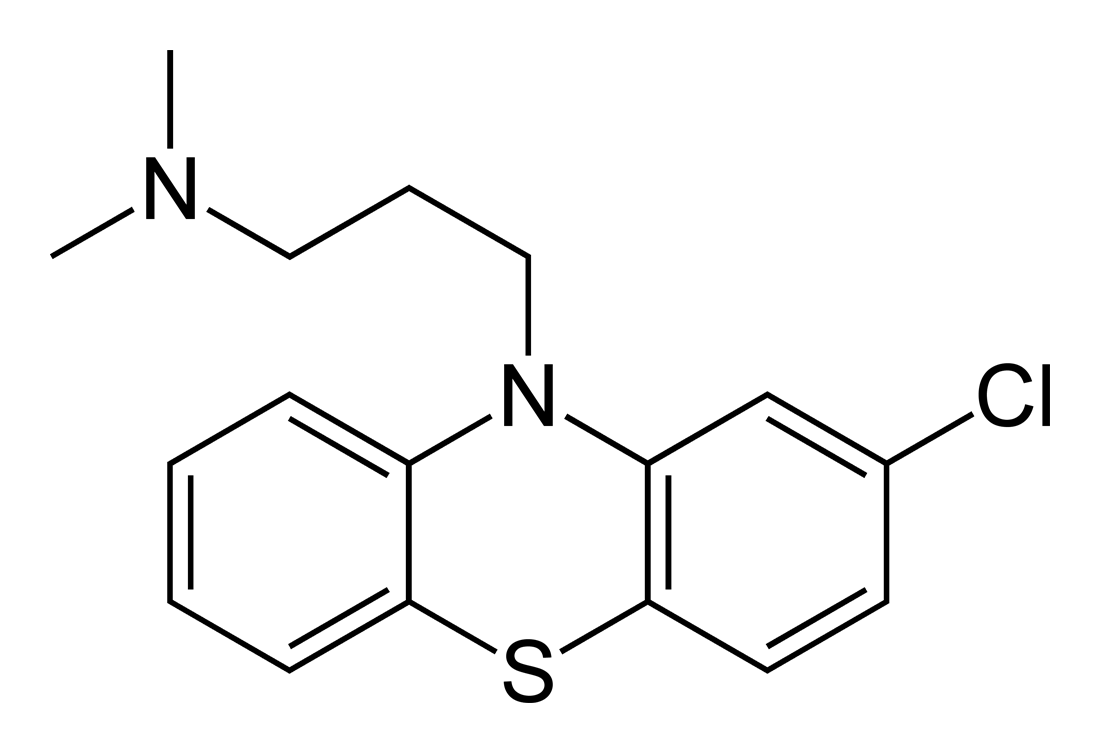
Klórpromazin

Haloperidol

Kvetiapin

A csoportba tartozó szereket kémiai szerkezetük szerint csoportosítják:

#### Fenotiazinok
- Klórpromazin
- Flufenazin - Elérhető dekanoát-só (hosszú hatást biztosít) formájában
- Perfenazin
- Proklórperazin
- Tioridazin
- Trifluoperazin
- Mesoridazin
- Promazin
- Triflupromazin
- Levomepromazin
- Promethazin
- Pipotiazin

#### Tioxantének
- Klórprotixén
- Flupentixol
- Tiotixén
- Zuclopentixol

#### Butirofenonok
- Haloperidol - Jelentős mozgászavari (extrapyramidalis) mellékhatása van, ezek azonban például Kemadrinnal vagy úgynevezett beta-blokkolókkal befolyásolhatóak. Nincs antikolinerg, antihisztamin antiadrenerg hatása, a hallucinációkat, téveszméket, autisztikus elemeket, gondolkodási kuszaságot gyorsan, jól javítja. Elérhető dekanoát-só (hosszú hatást biztosító) formájában
- Droperidol
- Pimozid - A terápiában Tourette-szindróma ellen használják
- Melperon
- Benperidol
- Triperidol

### Atípusos "új generációs" antipszichotikumok

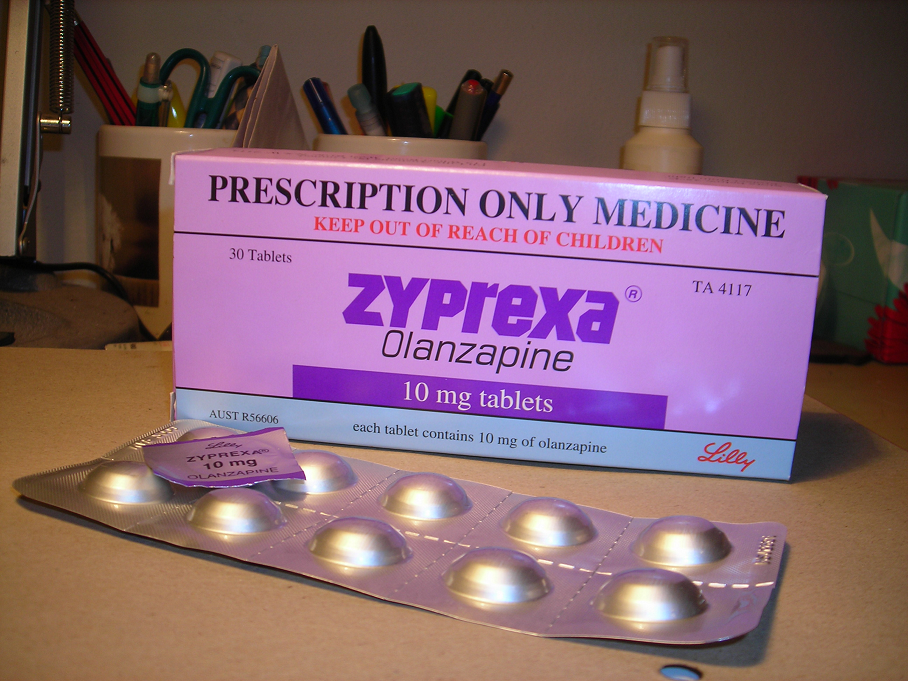
Olanzapin, egy másod-generációs antipszichotikum

- Klozapin
- Olanzapin
- Kvetiapin
- Riszperidon
- Paliperidon
- Amisulprid
- Ziprazidon
- Aripiprazol
- Szulpirid
- Tiaprid
- Kariprazin
- Brexpiprazol

## Mellékhatások

### Gyakori
(Gyakori egy mellékhatás az egy százaléknál kisebb és 50% közötti előfordulási gyakoriság esetén.)
- Extrapyramidalis tünetek (főleg az első generációs gyógyszerek esetében)
  - akatízia (akaratlan mozgáskésztetés, és mozgás, nyugtalanság)
  - dystonia, mely a fej, a nyak, és a nyelv izmainak összehúzódása
  - parkinzonizmus: a Parkinson-kór esetén jellemző tünetek például kézremegés, izommerevség, csökkent mozgásképesség,[3]
  - tardív diszkinézia: akaratlan mozgás, az arc, valamint a száj körüli izmok esetében.
- Prolaktinhormon-túltermelés (hyperprolactinaemia), ami okozhat:
  - Tejcsorgás az emlőből (Galactorrhoea)
  - Abnormális mellnövekedés férfiak esetében (Gynaecomastia)
  - Szexuális diszfunkciók (mindkét nemben)
  - Csontritkulás
- Szív és érrendszeri hatások:
  - a vérnyomás leesése
  - QT-idő megnyúlása, ebből kifolyólag időnként súlyos kamrai szívritmuszavar[3]
- Anticholinerg mellékhatások:
  - homályos látás
  - székrekedés
  - szájszárazság (bár nyálzás is előfordulhat)
  - csökkent izzadás
- Egyéb
  - endokrinológiai hatások
  - kábultság (szedáció)
  - mérgezés jellegű zavartság (toxikus confusio)
  - a görcskészség fokozódása
  - hízás

### Nem gyakori mellékhatások
- Malignus neurolepticus szindróma (ennek részeként ritkán kóma, halál)[3]
- Hasnyálmirigy-gyulladás (Pancreatitis)
- Agyvérzés
- stroke

### Hosszú távú mellékhatások
Az antipszichotikumok is növelik a egyének dementia korai halálozását, és általában súlyosbítja a tüneteiket azon betegek az esetében akik deperszonalizációs zavarokban szenvednek. A túlzottan magas dózisú használatára vonatkozó irányelvek annak ellenére továbbra is léteznek, hogy nagyobb dózisban (a kutatási eredmények alapján) általában nem hatásosabbak, inkább károsak, az ilyen típusú gyógyszerek.
Veszteség a szürkeállomány és más agyi strukturális változások idővel megfigyelhető a szkizofrénia esetében. Az antipszichotikus kezelések, meta analízissel való vizsgálata során a szürkeállomány veszteség és szerkezeti változásokkal kapcsolatban a kutatók ellentmondó következtetésekre jutottak. 2012-meta analízis arra a következtetésre jutott, hogy a szürkeállomány veszteség nagyobb azoknál az antipszichotikumokkal kezelt betegeknél akik első generációs antipszichotikumokat kaptak. Egy másik metaanalízis szintén rávilágított arra, hogy az antipszichotikumokkal való kezelés összefüggésbe hozható a megnövekedett szürkeállomány veszteséggel.
2004-ben Whitaker, 50 év kutatási adatait összegezve megállapította, hogy az antipszichotikumok indokolatlanul hosszú távú adagolásának mellékhatása a teljes gyógyulás elmaradása, és a károsodás tartóssá válása. Ugyanis a stabilizált betegek hosszútávú, krónikus gyógyszerelése, Whitaker szerint a teljes felgyógyulást akadályozva, a betegség krónikussá válását eredményezi.

### Elvonási szindróma
Az antipszichotikumok elvonása során kialakuló tünetek a gyógyszer adagolás csökkentése és felfüggesztése esetén is jelentkezhetnek.
Az alábbi elvonási tünetek jelentkezhetnek:
- hányinger
- hányás
- anorexia
- hasmenés, orrfolyás
- izzadás
- izomfájdalom
- paresztézia
- szorongás, izgatottság, nyugtalanság
- álmatlanság

Megvonási tünetek között a pszichózis is megjelenhet, mely könnyen összetéveszthető az eredeti betegséggel összefüggő állapotromlással, és annak tüneteivel.

## Kutatás
Újabb, kedvezőbb mellékhatás-profilú készítmények kutatásában az elmúlt évtizedekben is számos előrelépés történt.
Újabb kísérleti anyagok:
- A brexpiprazol, ami egy D2/5-HT1A részleges agonista.
- Az ITI-007, ami egy 5-HT2A agonista, preszinaptikus D2 részleges agonista, posztszinaptikus D2 agonista, és SERT blokkoló.
- A pimavanserin, ami egy 5-HT2A inverz agonista.
- A RP5063, ami egy D2/D3/D4/5-HT1A/5-HT2A részleges agonista és 5-HT6/5-HT7 agonista.
- A kannabidiol, ami egy CB1 és CB2 receptor antagonista.

2016-ban Tsopelas és munkatársai összefoglaló tanulmányukban állítják, hogy több kísérlet igazolja, hogy a kannabidiol "egy hatékony antipszichotikus [hatású] vegyület". De további vizsgálatát javasolták. Ami Gururajan és Malone véleménye szerint azért szükséges, mert a hagyományos kezelés, valamint a hagyományos gyógyszerek a betegek egy része esetében nem hatnak. Zuardi és munkatársai szerint az 1995-ben és 2006-ban publikált vizsgálati eredmények alapján a kannabidiol, klinikai antipszichotikus hatással rendelkezik a hagyományos terápiákra rezisztens szkizofrénia esetében, melynek eléréséhez vizsgálatuk szerint, viszonylag magas (1 gramm/nap) dózis szükséges, és nem minden beteg esetén volt hatásos.
2012-ben Leweke és munkatársai, egy nagyszabású kettős vak, randomizált kísérletsorozat során vizsgálták a kannabidiol hatását a szkizofrén betegek állapotára, valamint mérték az anandamid szintjét is, amivel kapcsolatban korábban beszámoltak arról, hogy az anandamid bizonyos magas szintje a liquorban fordítottan arányos a pszichotikus tünetekkel. Az eredményeket értékelve megállapították, hogy a kezelés biztonságos volt és jelentős klinikai javulást eredményezett, kedvezőbb mellékhatás-profillal. (Az amiszulprid kezeléshez viszonyítva, amit a kontrollcsoport kapott.) Ezen kívül, megállapították, hogy a 800 mg/nap dózisú kannabidiol kezelést jelentős mértékű szérum anandamid szint növekedés kísérte, ami az adatok matematikai- statisztikai elemzésének eredményei szerint szignifikánsan összefüggött a klinikai tünetek javulásával.
- A kannabigerol

Egy 2013-ban megjelent tanulmány szerint a marihuána egy másik, nem pszichoaktív hatóanyaga a kannabigerol (CBG) is bizonyítottan antipszichotikus hatással rendelkezik. A cikk beszámol arról is, hogy a kannabigerol farmakológiai profilja hasonló az új generációs (atípusos) antipszichotikumokéhoz, valamint a tanulmány hivatkozik egy másik klinikai vizsgálat eredményére is, mely szerint a kannabigerol csökkenti a szkizofrénia pozitív tüneteit, melyek például a hallucinációk, a téveszmék, a bizarr viselkedés és beszéd, továbbá csökkenti a szkizofrénia negatív tüneteit is. (Ezek például a depresszió, az érzelmek és a kommunikációs képességek elszegényedése.) A mellett, hogy a kannabigerol egy, a szkizofrén betegek által jól tolerált szer, kedvezőbb mellékhatásprofillal rendelkezik, mint a jelenlegi, szkizofrénia kezelésére használt, sok esetben nem kielégítő hatékonyságú és a fizikai egészséget károsító gyógyszerek többsége. Használata a cikk megállapítása szerint alternatív szerként javasolt a szkizofrénia kezelésében. Az olyan mellékhatások melyek a neuroleptikumok esetén jelentkezhetnek például elhízás, az idegrendszeri eredetű mozgászavarok, és ritkán a kóma, a halál, vagy a neuroleptikus malignus szindróma, a kannabidiol alkalmazása esetében nem fordulnak elő, illetve alkalmazása kevesebb extrapiramidális mellékhatással jár együtt. Sőt, egy Sonego és munkatársai által végzett egérkísérletekben a kannabidiolnak az antipszichotikumok mellékhatását csökkentő hatását is megfigyelték: a kannabidiol képes volt csökkenteni a haloperidol okozta merevséget és katalepsziát.

## Története

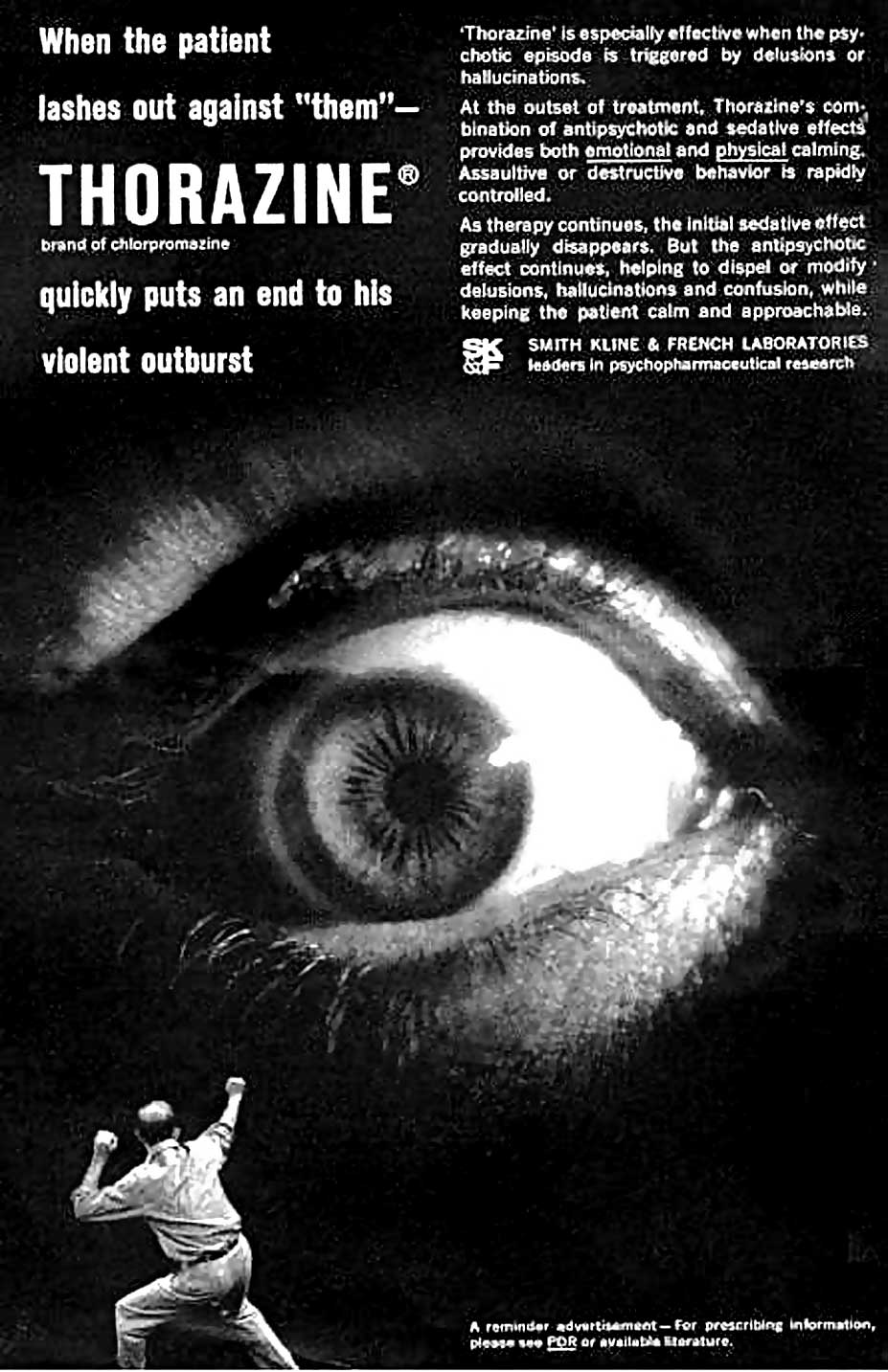
A Thorazine (klórpromazin) gyógyszer reklámja, az 1950-es évekből

Az első antipszichotikus gyógyszerek felfedezése többnyire véletlenül történt, majd később vizsgálni kezdték azok hatékonyságát. Az első antipszichotikum a klórpromazin volt, melyet kezdetben sebészeti érzéstelenítőnek szántak. Majd az antipszichotikumok közül ezt használta először a pszichiátriai betegek esetében, miután megfigyelték, hogy erős nyugtató hatással rendelkezik. Mivel abban az időben úgy gondolták, hogy e gyógyszer használata sokkal humánusabb, miközben ugyanolyan hatásos, mint az akkoriban az elmebetegségek esetében elterjedt lobotómia, ráadásul a mellékhatásai nem olyan visszafordíthatatlanok, mint amilyen a lobotómiás kezelés esetén voltak, és a mellékhatása is hasonló jellegű, ezért is nevezték kezdetben kémiai lobotómiának is.

## Fordítás
- Ez a szócikk részben vagy egészben a Antipsychotic című angol Wikipédia-szócikk fordításán alapul.  Az eredeti cikk szerkesztőit annak laptörténete sorolja fel. Ez a jelzés csupán a megfogalmazás eredetét és a szerzői jogokat jelzi, nem szolgál a cikkben szereplő információk forrásmegjelöléseként.